# Kassita (Maroc)
Pour les articles homonymes, voir Kassita.
Kassita (en berbère : ⴽⴰⵙⵉⵜⴰ) est une ville du Maroc. Elle est située dans la Province de Driouch, au nord-est du pays, à la limite du territoire des Rifains des Aït Touzine et d'autres Rifains des Aït Ouriaghel, et des Igzennayen.